# Гарцгероде
Гарцгероде (нім. Harzgerode) — місто в Німеччині, розташоване в землі Саксонія-Ангальт. Входить до складу району Гарц.
Площа — 164,57 км2. Населення становить 7559 ос. (станом на 31 грудня 2021).